# Euphoresia staneriella
Euphoresia staneriella är en skalbaggsart som beskrevs av Louis Burgeon 1942. Euphoresia staneriella ingår i släktet Euphoresia och familjen Melolonthidae. Inga underarter finns listade i Catalogue of Life.